# Vancouver
Vancouver (AFI: /vanˈkuver/) è una città canadese, sulla costa Pacifica della provincia canadese della Columbia Britannica, situata nella parte meridionale della provincia, uno dei maggiori porti dell'Oceano Pacifico, delimitata dallo Stretto di Georgia, dal fiume Fraser, e dalla catena montuosa delle Montagne Costiere. Il nome è in onore del capitano George Vancouver, esploratore britannico. Secondo il censimento del 2021, la popolazione della città di Vancouver ammonta a 662 248 abitanti, mentre l'area metropolitana, nota come Metro Vancouver, conta 2 642 825 abitanti, confermandosi la più grande area metropolitana del Canada occidentale e la terza più grande del paese. La densità di popolazione è tra le più alte del Nord America, posizionandosi al quarto posto dopo New York, San Francisco e Città del Messico.
Sebbene non siano disponibili dati ufficiali per il 2025, le proiezioni indicano una continua crescita demografica per l'area di Metro Vancouver. Secondo le stime di Statistics Canada, la popolazione dell'area metropolitana potrebbe raggiungere circa 4 milioni di abitanti entro il 2041. Questa crescita è attribuita principalmente all'immigrazione internazionale, che rappresenta una componente significativa dell'aumento demografico nella regione.
Come in buona parte del Canada, anche Vancouver etnicamente è molto diversificata: basti pensare che il 52,8% dei residenti della città e il 41,8% dell'area metropolitana ha come prima lingua un idioma diverso dall'inglese. La sua economia ha tradizionalmente fatto leva sulle risorse della Columbia Britannica (forestali, minerarie, pesca e agricoltura), ma tuttavia è andata diversificandosi nel tempo, e oggi Vancouver ha un'importante e vitale industria nel settore dei servizi e del turismo. La città è diventata il più grande polo di produzione cinematografica del Nord America dopo Los Angeles e New York, tanto da guadagnarsi il soprannome di "Hollywood del Nord" ("Hollywood North"). Vancouver ha avuto un'espansione nell'industria dell'alta tecnologia, in particolare nello sviluppo dei videogiochi.
È costantemente classificata fra le prime tre città più vivibili del mondo. Secondo il rapporto 2010 della Mercer Human Resource Consulting, ad esempio, Vancouver è considerata la prima città al mondo per qualità di vita. Nel 2007 Vancouver era la città più cara del Canada dopo Toronto e l'89ª a livello globale. Tra il febbraio e il marzo del 2010 Vancouver, insieme a Whistler (comprensorio sciistico situato 125 km a nord della città), ha ospitato le Olimpiadi invernali e i Giochi paralimpici invernali.

## Geografia fisica

### Territorio

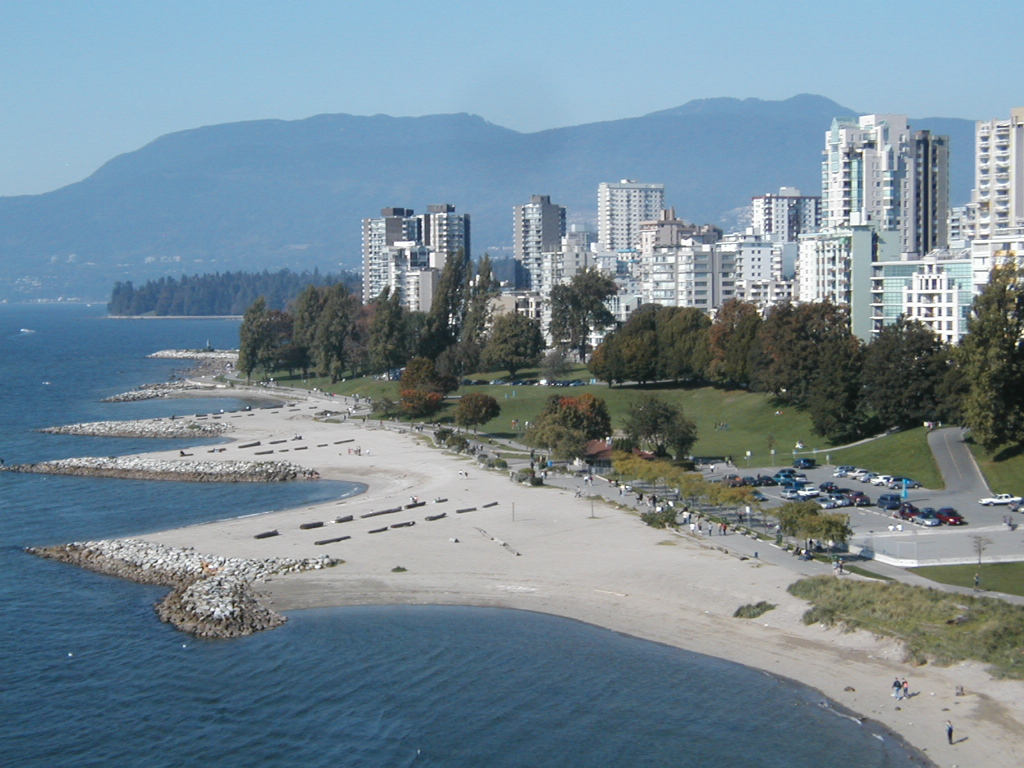
La baia degli Inglesi e la zona West End

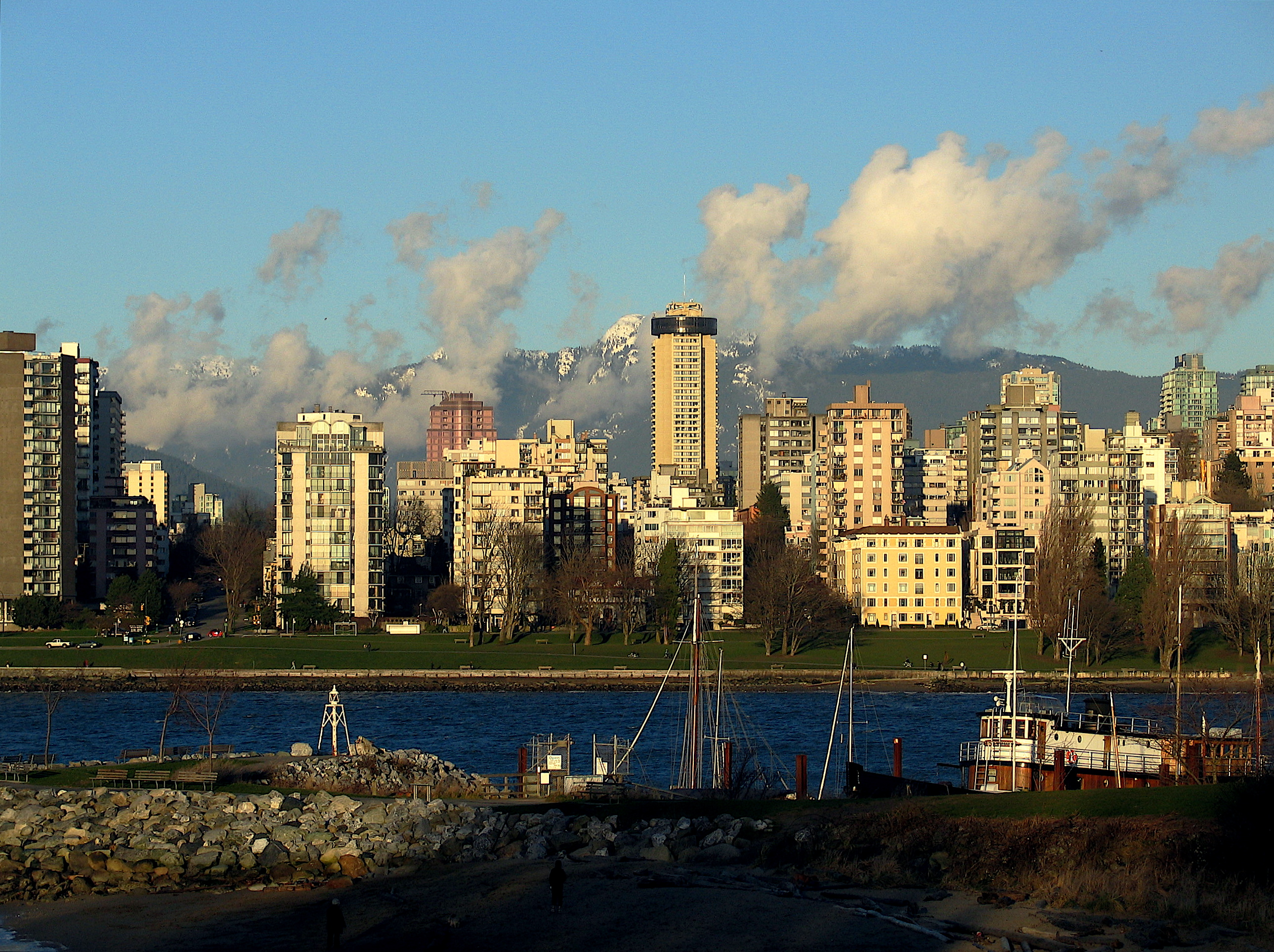
Veduta d'inverno

È la maggiore città canadese sulla costa pacifica ed è proprio l'Oceano Pacifico a caratterizzare il clima, rendendolo tra i più miti del paese nordamericano. È adiacente allo stretto di Georgia e all'isola di Vancouver (Vancouver Island), a sud è delimitata dalla foce del fiume Fraser e al nord dai fiordi Burrard Inlet, Indian Arm e le montagne costiere. Al nord e ovest della città si estendono le montagne della costiera, sulle quali si trovano piste sciistiche.

### Clima
Dal punto di vista climatico, Vancouver va contro lo stereotipo canadese ed è, tra quelle medio-grandi, la città del Canada ad avere le temperature più miti. Durante le soleggiate giornate estive si raggiungono facilmente i 26 °C, ma molto di rado vengono toccati i 30°. Le notti estive sono fresche, con temperature minime medie attorno ai 13 °C. L'estate è temperata: luglio e agosto, i mesi più caldi, hanno una media mensile di 22 °C. Durante l'inverno le temperature massime arrivano a 8 °C e raramente la temperatura scende di molti gradi sotto lo zero; a gennaio, il mese più freddo, la media delle minime è di +2,7 °C.
In genere durante l'autunno, l'inverno ed i primi giorni di primavera, la città è soggetta a frequenti piogge, ma il clima è talmente mutevole che può piovere per giorni e ad un tratto può spuntare il sole.
In effetti Vancouver ha una media di 1107 mm con minimo a luglio (31 mm) e massimo a dicembre 172 mm. Le precipitazioni nevose superano i 150 mm annui, anche se in genere non nevica più di 3 o 4 giorni all'anno. Tra i rari episodi di intensa precipitazione nevosa può esser ricordato l'inverno record nel 2008-2009.
Per rendere l'idea di quanto mutevole possa essere una giornata tipo a Vancouver, in città esiste un detto che recita: "A Vancouver quando esci di casa al mattino ti porti l'ombrello e gli occhiali da sole".

## Storia

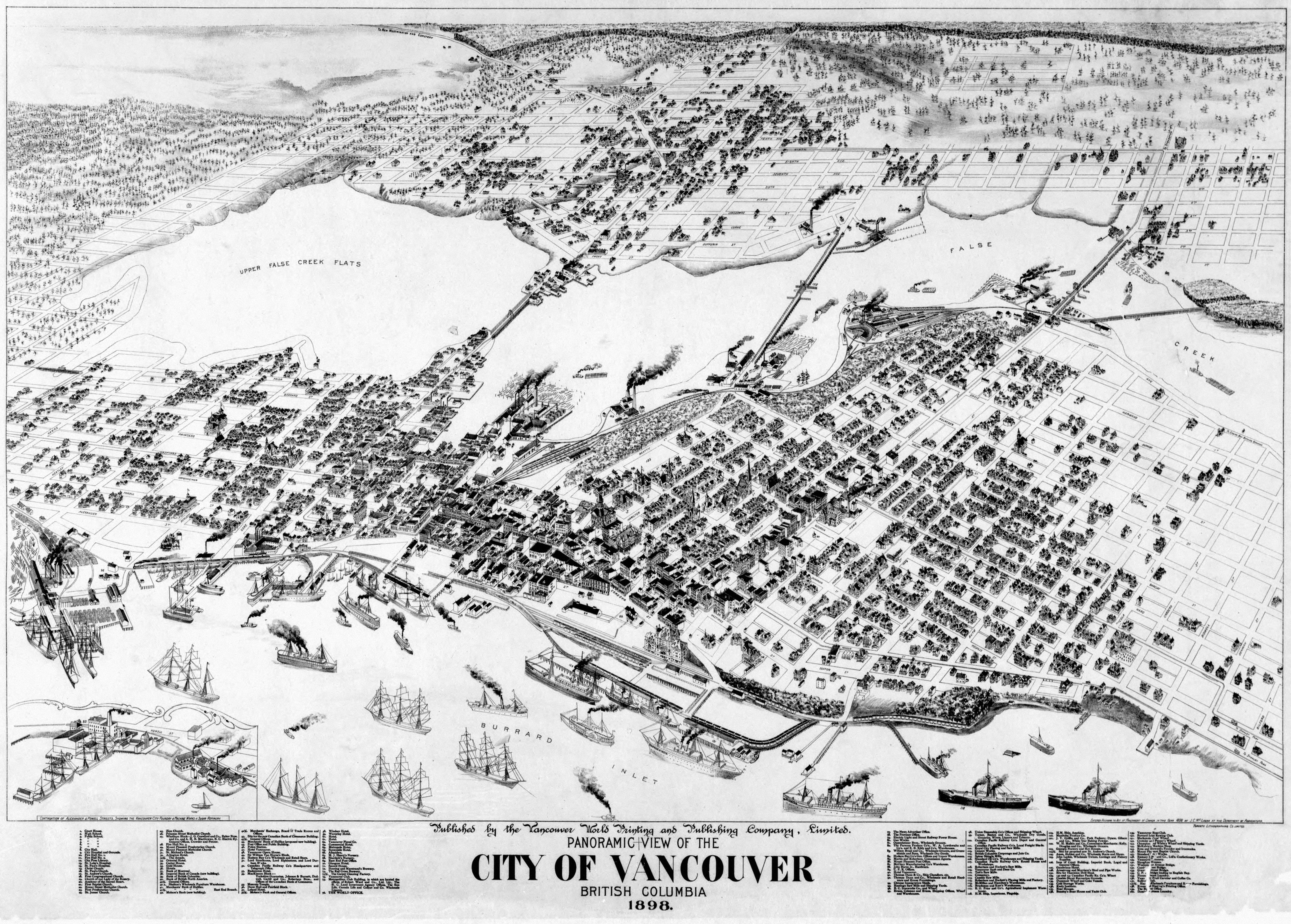
Panorama di Vancouver nel 1898

I dati in mano agli archeologi indicano la presenza di popoli aborigeni nella zona di Vancouver tra i 4 500 e i 9000 anni fa. Point Grey, nel 1791, fu il primo punto esplorato da un europeo, più precisamente dallo spagnolo José María Narváez, seguito da George Vancouver, che si spinse fino al porto interno di Burrard Inlet nel 1792 e diede diversi nomi inglesi ai luoghi.
Il commerciante Simon Fraser della Compagnia del Nord-Ovest e il suo equipaggio furono i primi europei nel 1808 a mettere piede sul sito della città odierna, avendo prima disceso il fiume Fraser.
La corsa all'oro nel 1861 portò 25 000 uomini, provenienti soprattutto dalla California, alla foce del Fraser e di quella che sarebbe diventata Vancouver. Il primo insediamento europeo fu creato nel 1862 presso McLeery's Farm sul fiume Fraser, appena ad est dell'antico villaggio di Musqueam in quello che ora è Mariole. Vancouver si presenta quindi come una delle città più giovani della Columbia Britannica.
Nel 1880 arrivò il treno con la Canadian Pacific Railway (CPR).
La costruzione della ferrovia fu tra le condizioni preliminari per l'adesione della Columbia Britannica alla Confederazione canadese nel 1871.
Vancouver ottenne il rango di città il 6 aprile 1886. Il nome, in onore di George Vancouver, fu scelto dal presidente della CPR. Un grande incendio scoppiò il 13 giugno 1886 radendo al suolo l'intera città. Ma venne ricostruita rapidamente, e nello stesso anno venne fondato il Dipartimento dei Vigili del fuoco di Vancouver.
Da un insediamento di 1 000 persone nel 1881, Vancouver aveva già 20 000 abitanti alla fine del secolo e addirittura 100 000 nel 1911.
L'economia inizialmente fu dominata da grandi imprese come la CPR, che aveva il capitale necessario per consentire il rapido sviluppo della nuova città. Alcuni industrie nel campo del manifatturiero e lo sfruttamento delle risorse naturali furono la spina dorsale dell'economia cittadina, il tutto affiancato dal porto che grazie al traffico commerciale divenne il settore economico più importante di Vancouver dal 1930.

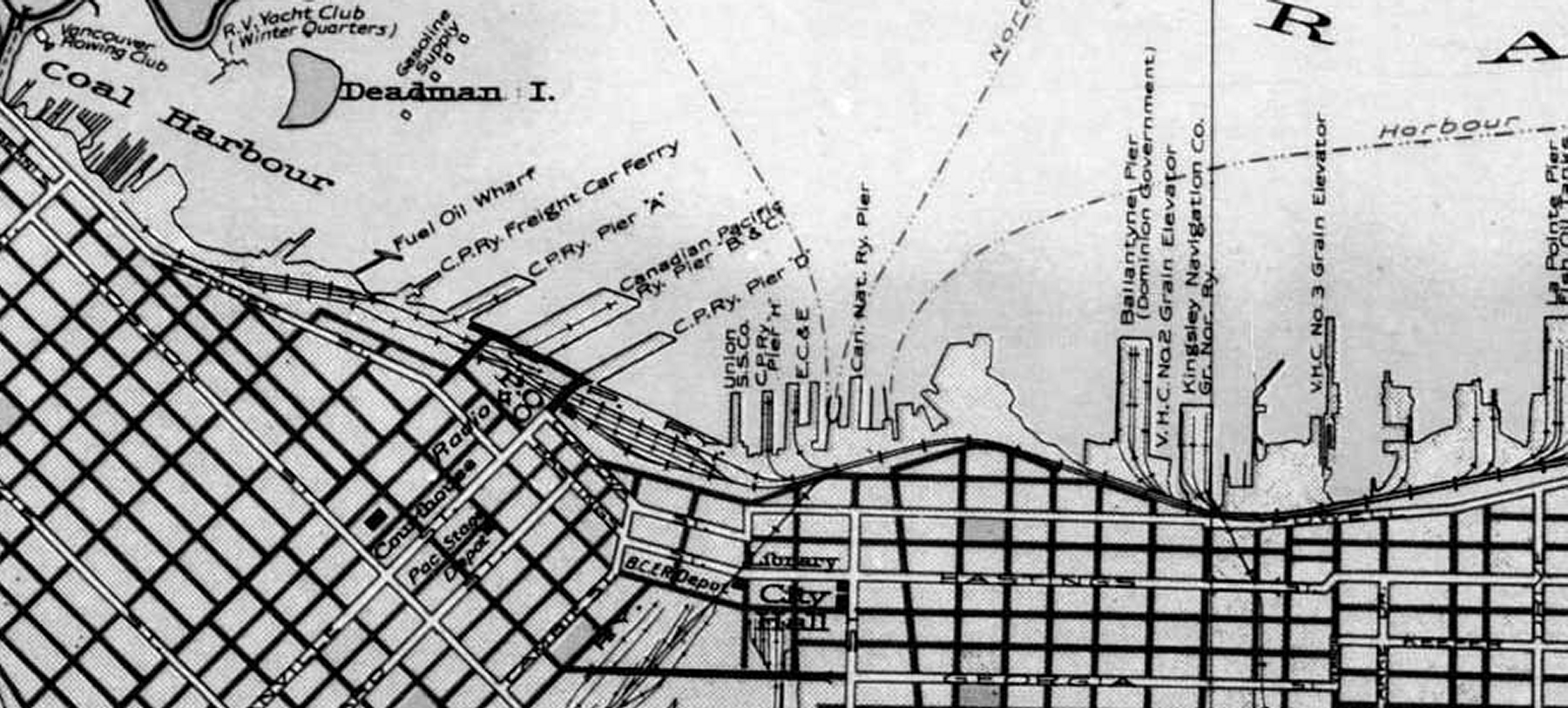
Il porto nel 1929

Il predominio economico da parte delle grandi imprese si accompagnò spesso a movimenti militanti dei lavoratori. Il primo grande sciopero avvenne nel 1903 da parte dei dipendenti delle ferrovie. Il leader laburista Frank Rogers venne ucciso dalla polizia mentre picchettava durante lo sciopero. Il primo sciopero generale si è verificato a seguito della morte di un altro leader laburista, Ginger Goodwin, nel 1918, presso le miniere di carbone di Cumberland sull'Isola di Vancouver. Una tregua nelle tensioni avvenne solo negli anni venti, ma fu spezzata dalla Grande depressione. La maggior parte degli scioperi degli anni trenta furono guidati da organizzatori del partito comunista. Gli scioperi raggiunsero il picco nel 1935, quando i disoccupati si riversarono in città per protestare contro le condizioni nei campi di gestiti dai militari nelle zone remote della provincia.
Altri movimenti sociali, come la prima ondata femminista e la riforma morale, furono influenti, e contribuirono allo sviluppo di Vancouver. Mary Ellen Smith divenne la prima donna eletta in una legislatura provinciale in Canada nel 1918. Il proibizionismo sugli alcolici iniziò all'epoca della prima guerra mondiale e durò fino al 1921, quando il governo provinciale stabilì il controllo sulle vendite di alcolici che esiste ancor oggi.
Dal 1º gennaio 1929 la popolazione di Vancouver era di 228 193 abitanti tanto da occupare tutta la penisola tra il Burrard Inlet e il fiume Fraser. La fusione con Point Grey e South Vancouver hanno dato alla città i suoi definitivi contorni, tanto da rappresentare oggi la terza più grande metropoli del paese.
Nel 1986 si è svolta a Vancouver l'Expo 1986 con il tema Mondo in movimento - Mondo in contatto e ha superato i 22 milioni di visitatori.

## Società

### Evoluzione demografica

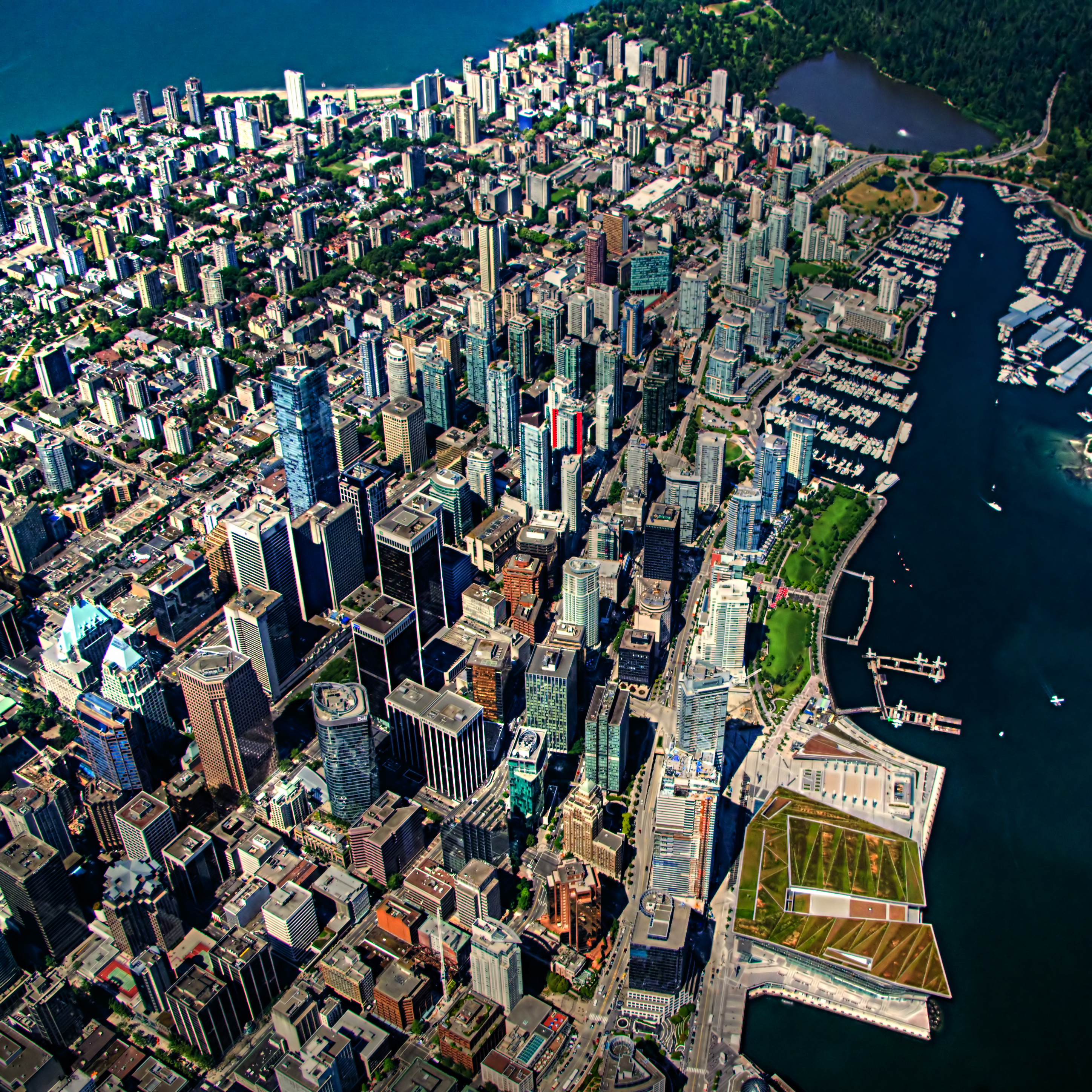
Veduta aerea della città

Abitanti censiti

| Anno | Popolazione Area Metropolitana |
| ---- | ------------------------------ |
| 1891 | 21 887                         |
| 1901 | 42 926                         |
| 1911 | 164 020                        |
| 1921 | 232 597                        |
| 1931 | 347 709                        |
| 1941 | 393 898                        |
| 1951 | 562 462                        |
| 1956 | 655 564                        |
| 1961 | 790 741                        |
| 1966 | 892 853                        |
| 1971 | 1 028 334                      |
| 1976 | 1 085 242                      |
| 1981 | 1 169 831                      |
| 1986 | 1 266 152                      |
| 1991 | 1 602 590                      |
| 1996 | 1 831 665                      |
| 2001 | 1 986 965                      |
| 2006 | 2 116 581                      |
| 2009 | 2 318 200                      |

### Qualità della vita

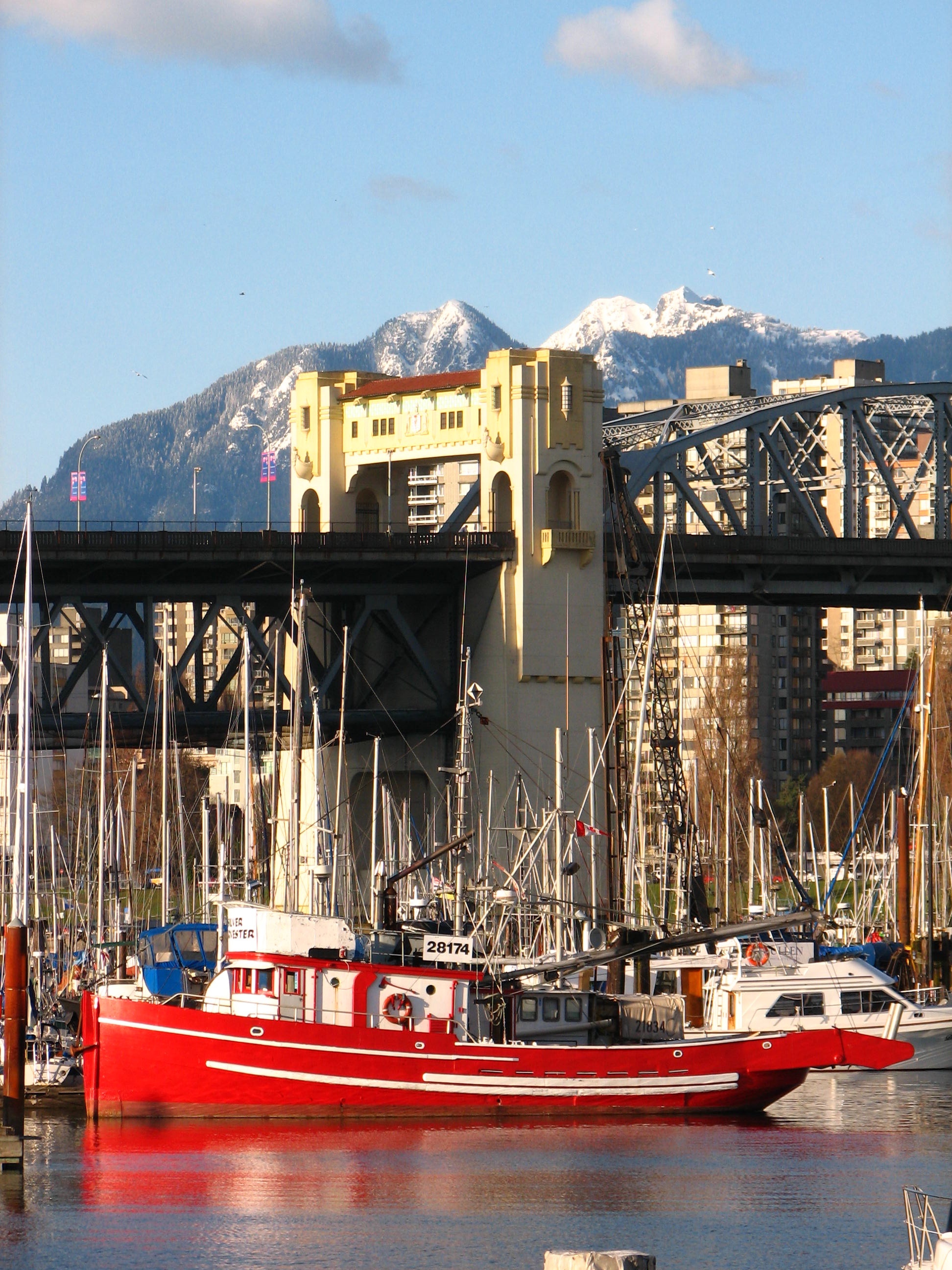
Il ponte Burrard Street collega il centro con la zona Kitsilano.

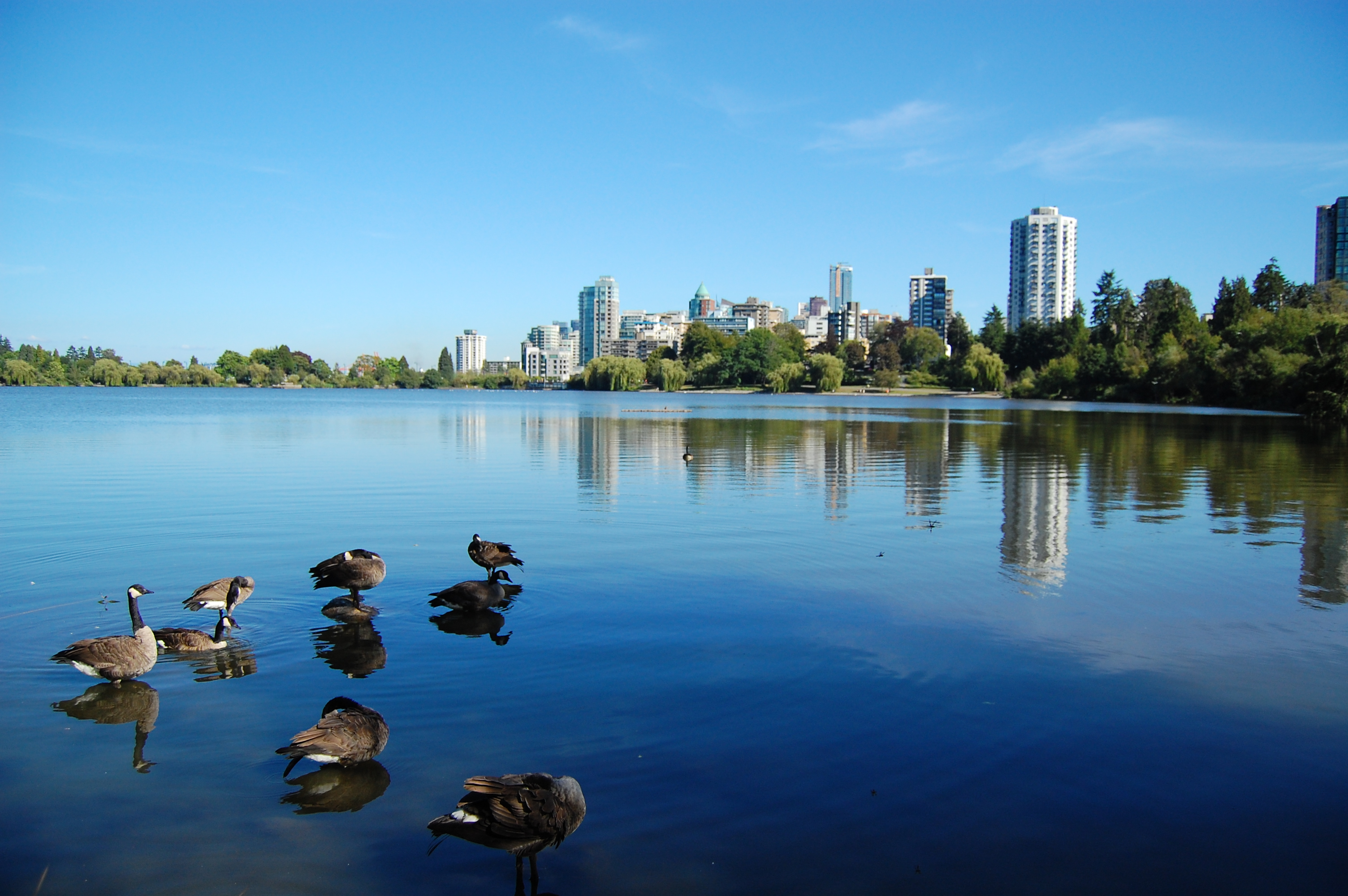
Il famoso Stanley Park.

A livello mondiale Vancouver è stata la prima classificata tra le città dove si vive meglio secondo un'indagine dell'Economist e si è sempre trovata comunque in ottima posizione anche negli anni precedenti e successivi.
La città è molto attiva economicamente e socialmente. Presenta un ottimo grado di integrazione tra le comunità etniche residenti qui da molto tempo, soprattutto provenienti dal sud-est asiatico.
La popolazione di origine asiatica è talmente numerosa che la città viene spesso soprannominata "Hong Kouver", in merito al fatto che qui si sono stabiliti molti facoltosi cinesi fuggiti da Hong Kong prima che questa fosse restituita alla Cina nel 1997.
Nonostante la città goda di un elevato tenore e qualità di vita, fenomeni come il vagabondaggio e i senzatetto, sono molto diffusi, specialmente nel East Side e a sud del Downtown, tanto da essere indicati nelle maggiori guide turistiche come possibili fonti di problemi per i visitatori.
La ragione dell'elevato numero di senzatetto sta principalmente nel fatto che, essendo climaticamente la città più vivibile del Canada, molti vagabondi vi si stabiliscono.
Nonostante ciò, la grande maggioranza di essi è composta da persone inoffensive che quasi non fanno caso ai passanti. Episodi di violenza sono molto rari anche se è sempre bene tener presente le regole del buon senso, specialmente nelle ore notturne se si passeggia nelle aree isolate.

#### Criminalità
Dal punto di vista della sicurezza, la città di Vancouver ha una bassa percentuale di episodi criminosi. Nonostante i crimini violenti (omicidi, stupri, rapine a mano armata) siano talmente rari da potersi considerare inesistenti, la città soffre del problema legato agli scippi, furti negli appartamenti e furti di automobili ai danni dei cittadini.
Nonostante tali crimini vengano considerati un problema serio dalla Polizia Canadese, la percentuale di essi, specialmente se rapportata ai vicini USA ma anche all'Italia, è da considerarsi molto bassa.
Le aree più a rischio si trovano nella zona compresa tra East Hastings Street e Nord Main Street. Entrambe le strade formano un incrocio nella zona Est del Downtown della città.
Anche l'area dell'East End si compone di alcune zone a rischio, ma come sopracitato, se comparate con gli USA e l'Europa, queste zone possono essere definite a "rischio ridotto".

## Cultura

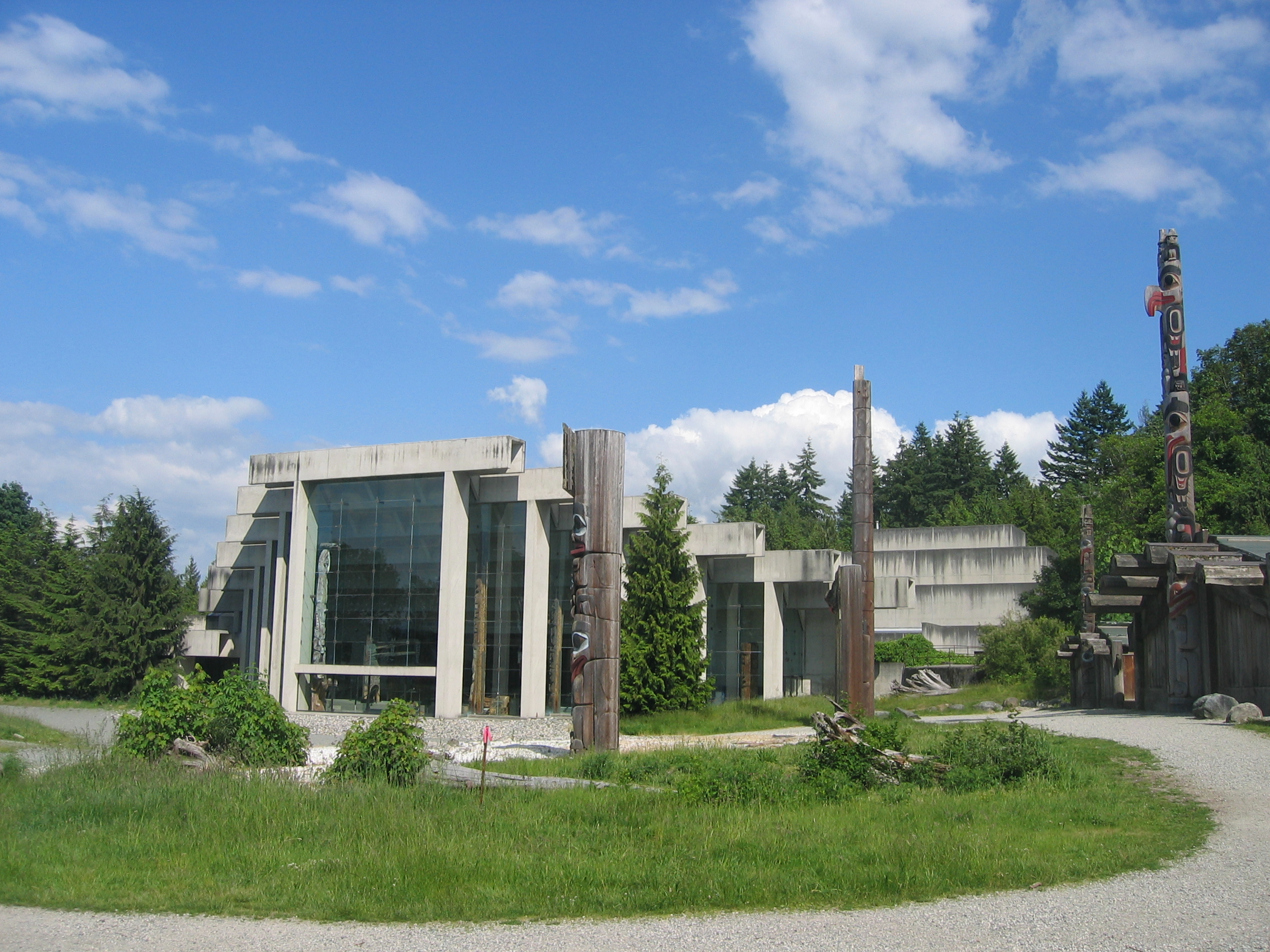
Museo di antropologia, arch. Arthur Erickson.

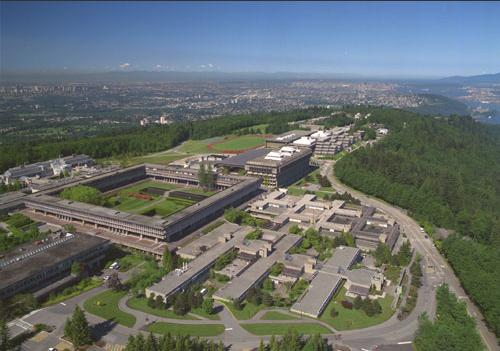
La Simon Fraser University a Burnaby.

Negli ultimi anni Vancouver è diventata una città importante come ponte con l'Asia. Le radici indigene si vedono nell'arte di Bill Reid e nell'architettura di Arthur Erickson.

### Istruzione
Vancouver è sede di due università notevoli, l'Università della Columbia Britannica e la Simon Fraser University.

### Hollywood del nord
Negli ultimi anni Vancouver è divenuta famosa anche per un soprannome datole dagli americani Hollywood North.
Tale soprannome è dato dal fatto che la città è spesso scelta come location per moltissimi film e serie televisive americane tra cui: Dark Angel, The Sentinel, Renegade, Booker, Diagnosis Murder, Cobra, UC:Undercover, Conviction, Due South, The Good Doctor, Saving Hope, Cold Squad, Smallville, Continuum, Supernatural, The Flash, Arrow, Legends of Tomorrow, Batwoman, Black Lightning, Supergirl, Stargate SG1, 21 Jump Street, The Closer, Major Crimes, Motive, The Highlander, Ballistic, Elektra, Blade: Trinity, Catwoman, 4400, Millennium, The Killing, Grey's Anatomy, 50/50, Street Justice, The L Word, Changeling, The Twilight Saga: New Moon, The Twilight Saga: Eclipse, CSI - Scena del crimine, CSI:NY, Castle, Criminal Minds e suoi spin-off, C'era una volta, buona parte della serie Tv X-Files, Station 19, Riverdale e molti film per la televisione.
È inoltre sede della casa cinematografica Lions Gate Entertainment.

## Geografia antropica

### Urbanistica

#### Città sotterranea
Meno delle maggiori città del Canada, anche Vancouver dispone della cosiddetta "città sotterranea" e cioè l'insieme di gallerie piene di negozi ed attività commerciali di vario genere che passano da un palazzo all'altro. La "città sotterranea" di Vancouver è comunque molto limitata (circa 3 km di gallerie), specialmente se rapportata a realtà quali Montréal e Toronto.

#### Skyline

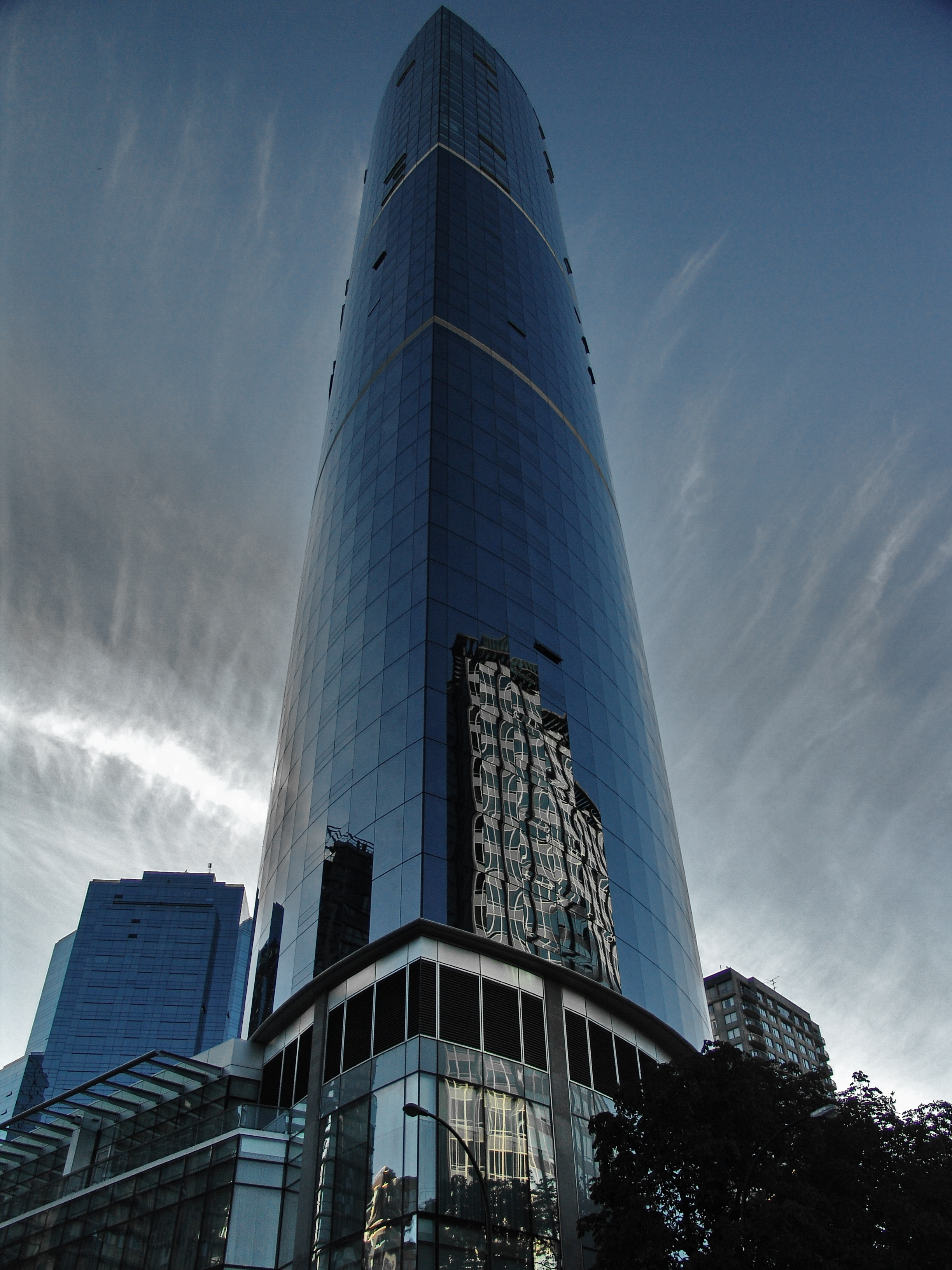
One Wall Centre

Fino alla metà degli anni novanta del XX secolo, la città di Vancouver disponeva di un ridottissimo numero di grattacieli, tra cui spiccava la Scotia Tower, sede locale della Banca della Nova Scotia (138 m - 34 piani). A partire dal 1997 in poi, con l'arrivo in città di nuovi e facoltosi immigrati, specialmente da Hong Kong, la città ha velocemente iniziato a crescere e così, vista la necessità e le numerose richieste, si è cominciato a costruire nuovi edifici residenziali nel centro.
L'enorme quantità di grattacieli commerciali e residenziali costruiti dal 1997 e fino al 2004, hanno fatto posizionare Vancouver al 3º posto nella graduatoria delle 'città verticali" del Nord America, con una densità di grattacieli per chilometro quadrato che la colloca terza dietro a New York e San Francisco.
I grattacieli più alti della città sono:
- Living Shangri-La 201 m - 62 piani;
- One Wall Centre 150 m - 48 piani;
- Shaw Tower 149 m - 41 piani;
- Harbour Centre 146 m - 28 piani;
- Granville Square 142 m - 30 piani;

Oltre a questi grattacieli, il centro della città dispone di più di un centinaio di palazzi di altezza superiore ai 20 piani, adibiti a uffici o abitazioni. Dal punto di vista del design costruttivo, la stragrande maggioranza degli edifici è composta da enormi vetrate blu o verdi con strutture portanti in acciaio e cemento.

### Suddivisioni amministrative

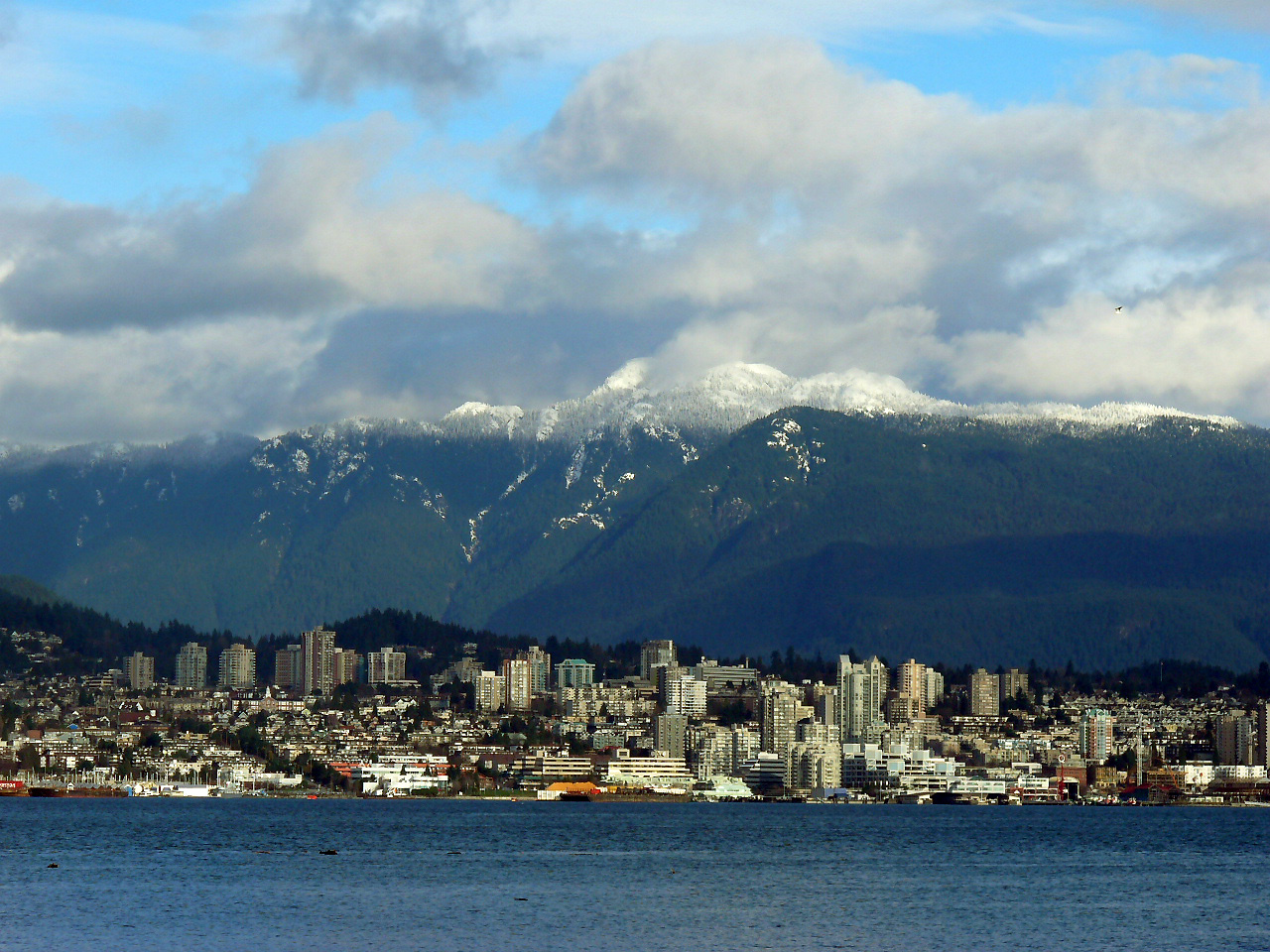
Veduta di North Vancouver.

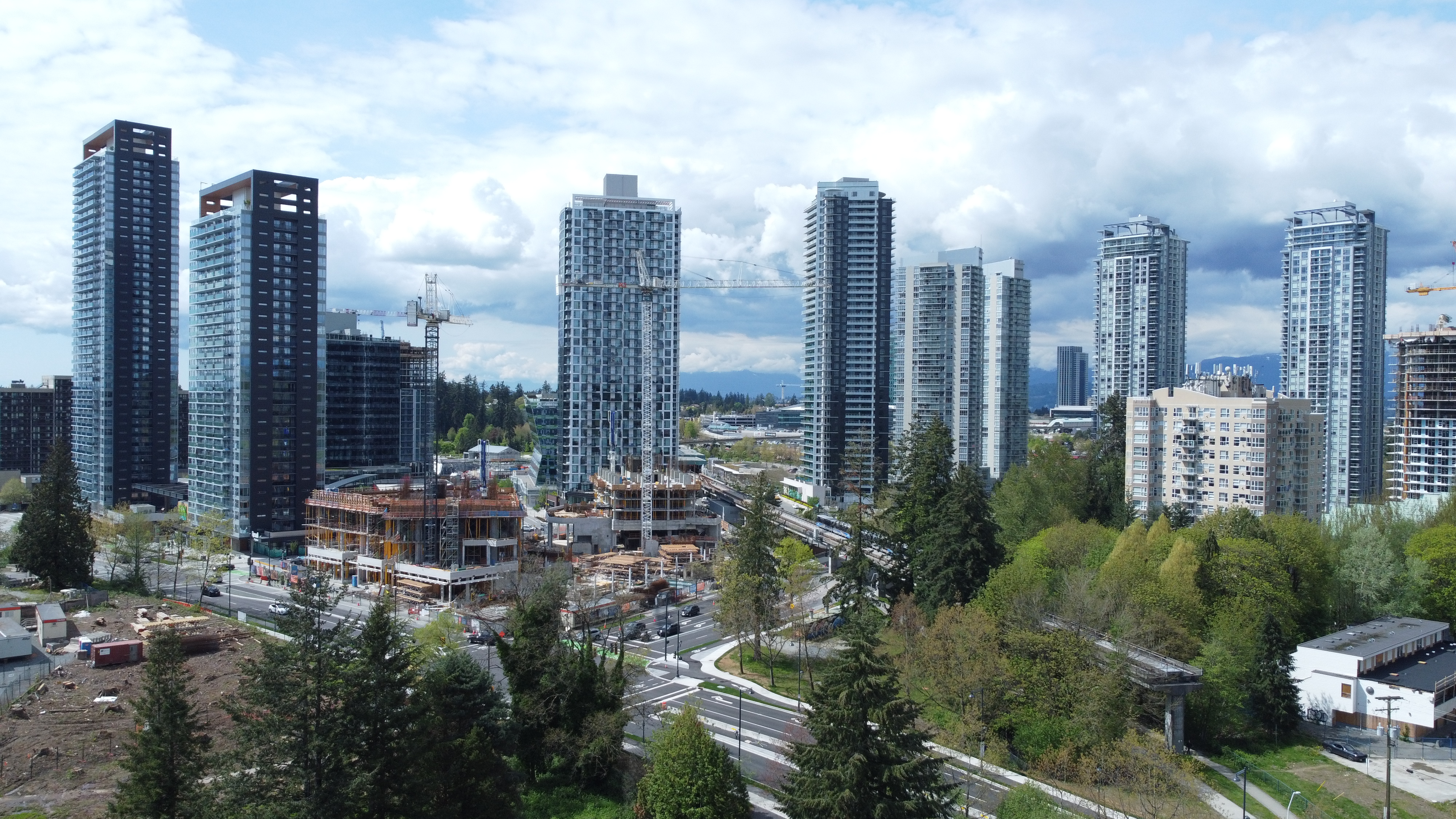
Veduta di Surrey, dal centro.

L'area metropolitana (Metro Vancouver) è divisa in 21 comuni (municipalities):
- Village of Anmore
- Village of Belcarra
- Bowen Island Municipality
- City of Burnaby
- City of Coquitlam
- Corporation of Delta
- City of Langley
- Township of Langley
- Village of Lions Bay
- District of Maple Ridge
- City of New Westminster
- City of North Vancouver
- District of North Vancouver
- District of Pitt Meadows
- City of Port Coquitlam
- City of Port Moody
- City of Richmond
- City of Surrey
- City of Vancouver
- District of West Vancouver
- City of White Rock

## Economia
Con la sua posizione sulla costa del Pacifico e al capolinea occidentale delle autostrade e delle linee ferroviarie transcontinentali del Canada, Vancouver è uno dei più grandi centri industriali della nazione. Port Metro Vancouver, il porto più grande e diversificato del Canada, scambia più di 172 miliardi di dollari ogni anno con oltre 160 diverse economie commerciali. Le attività portuali generano 9,7 miliardi di dollari di prodotto interno lordo e 20,3 miliardi di dollari di produzione economica. Vancouver è anche la sede di società minerarie e di prodotti forestali. Negli ultimi anni, Vancouver è diventata un centro per lo sviluppo di software, biotecnologie, aerospaziale, sviluppo di videogiochi, studi di animazione, produzione televisiva e industria cinematografica. Vancouver ospita circa 65 film e 55 serie TV all'anno ed è il terzo centro di produzione cinematografica e televisiva più grande del Nord America, con 20.000 posti di lavoro. La forte attenzione della città allo stile di vita e alla cultura della salute la rende anche un hub per molti marchi di lifestyle con Lululemon, Arc'teryx, Kit and Ace, Mountain Equipment Co-op, Herschel Supply Co., Aritzia, Reigning Champ e Nature's Path Foods tutti fondata e con sede a Vancouver. Vancouver è stata anche la città natale di 1-800-GOT-JUNK? e la più grande pubblicazione solo online del Canada occidentale, Daily Hive.
Il porto di Vancouver è il porto più grande del Canada e il terzo porto più grande delle Americhe (per tonnellaggio).
La posizione panoramica di Vancouver la rende una delle principali destinazioni turistiche. Oltre 10,3 milioni di persone hanno visitato Vancouver nel 2017. Ogni anno, il turismo contribuisce con circa 4,8 miliardi di dollari all'economia di Metro Vancouver e sostiene oltre 70.000 posti di lavoro. Molti visitano i giardini della città, lo Stanley Park, il Queen Elizabeth Park, il VanDusen Botanical Garden e le montagne, l'oceano, le foreste e i parchi che circondano la città. Ogni anno oltre un milione di persone attraversa Vancouver in vacanza in nave da crociera, spesso dirette in Alaska.
Vancouver è la città più stressata per quanto riguarda l'accessibilità degli alloggi in Canada. Nel 2012, Vancouver è stata classificata da Demographia come la seconda città più inaccessibile al mondo, valutata come ancora più gravemente inaccessibile nel 2012 rispetto al 2011. La città ha adottato varie strategie per ridurre i costi abitativi, tra cui alloggi cooperativi, suite secondarie legalizzate, maggiore densità e crescita intelligente. Ad aprile 2010, la casa media a due livelli a Vancouver è stata venduta per un record di $ 987.500, rispetto alla media canadese di $ 365.141. Un fattore che spiega i prezzi elevati degli immobili potrebbe essere la politica del governo canadese che consente il lavaggio della neve, che consente agli stranieri di acquistare proprietà in Canada proteggendo la loro identità dalle autorità fiscali, rendendo le transazioni immobiliari un modo efficace per condurre il riciclaggio di denaro.
Dagli anni '90, lo sviluppo di condomini a molti piani nel centro della penisola è stato finanziato, in parte, dall'afflusso di capitali dagli immigrati di Hong Kong a causa del passaggio di consegne dell'ex colonia alla Cina nel 1997. Tale sviluppo si è concentrato nei distretti di Yaletown e Coal Harbor e intorno a molte delle stazioni SkyTrain a est del centro cittadino. Anche la scelta della città per ospitare le Olimpiadi invernali del 2010 ha avuto una grande influenza sullo sviluppo economico. È stata espressa preoccupazione per il fatto che il crescente problema dei senzatetto di Vancouver sarebbe stato esacerbato dalle Olimpiadi perché i proprietari di hotel con camera singola, che ospitano molti dei residenti a reddito più basso della città, hanno convertito le loro proprietà per attirare residenti e turisti a reddito più elevato.Un altro importante evento internazionale tenutosi a Vancouver, l'Esposizione Universale del 1986, ha ricevuto oltre 20 milioni di visitatori e ha aggiunto 3,7 miliardi di dollari all'economia canadese. Alcuni punti di riferimento di Vancouver ancora in piedi, tra cui il sistema di trasporto pubblico SkyTrain e Canada Place, sono stati costruiti come parte dell'esposizione.

### Turismo
Vancouver è una delle città più dinamiche e trasformiste di tutto il Canada ed offre diversi divertimenti e svaghi.
La via più famosa della città è senz'altro Robson Street, situata nel cuore del Downtown, e può essere paragonata a via Toledo a Napoli, via Monte Napoleone a Milano o via del Corso a Roma; un'altra strada molto praticata è Davie Street, parallela alla Robson Street, trasgressiva nei gusti e nelle tendenze, piena di locali etnici e mèta d'incontri notturni.
Altra famosa strada di Vancouver è la Granville Street, che per quasi la totalità della sua lunghezza è circondata da locali cinematografici, teatri, pub e locali notturni dove in qualsiasi ora della giornata si esibiscono artisti provenienti anche dall'estero. Granville Island, situata tra il centro e Kitsilano, è un'altra zona di teatri, ristoranti e mercati pubblici. 

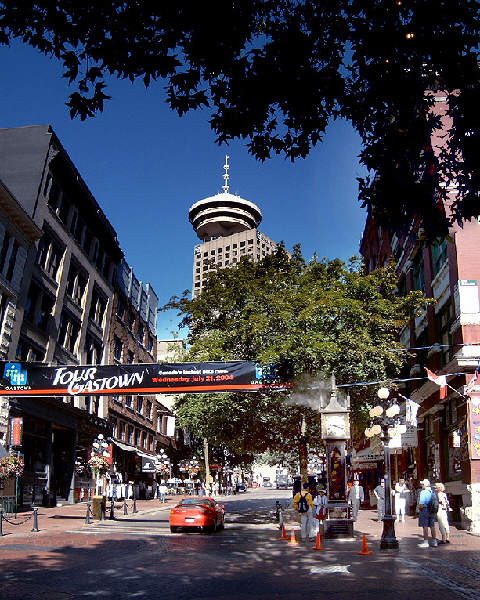
Gastown centro storico, con l'orologio a vapore e la torre panoramica

A livello turistico-abitativo, la città dispone di ottimi servizi pubblici e ricreativi: un'ottima rete di trasporto pubblico che comprende la metropolitana, autobus e traghetti che fanno la spola quotidianamente tra il Downtown e il quartiere di North Vancouver.
Grouse Mountain per gli amanti dello sci e dello snowboard si trova giusto a 20 minuti dal centro.
La città inoltre dispone di moltissime aree verdi, campi sportivi ed una grande rete di piste ciclabili che permettono ai cittadini ed ai visitatori di godere la città in bici o a piedi.
Un'alternativa molto più economica al ben noto Capilano Suspension Bridge è il Lynn Park, posto sempre sulla sponda di Vancouver Nord, ma più a est.

## Infrastrutture e trasporti

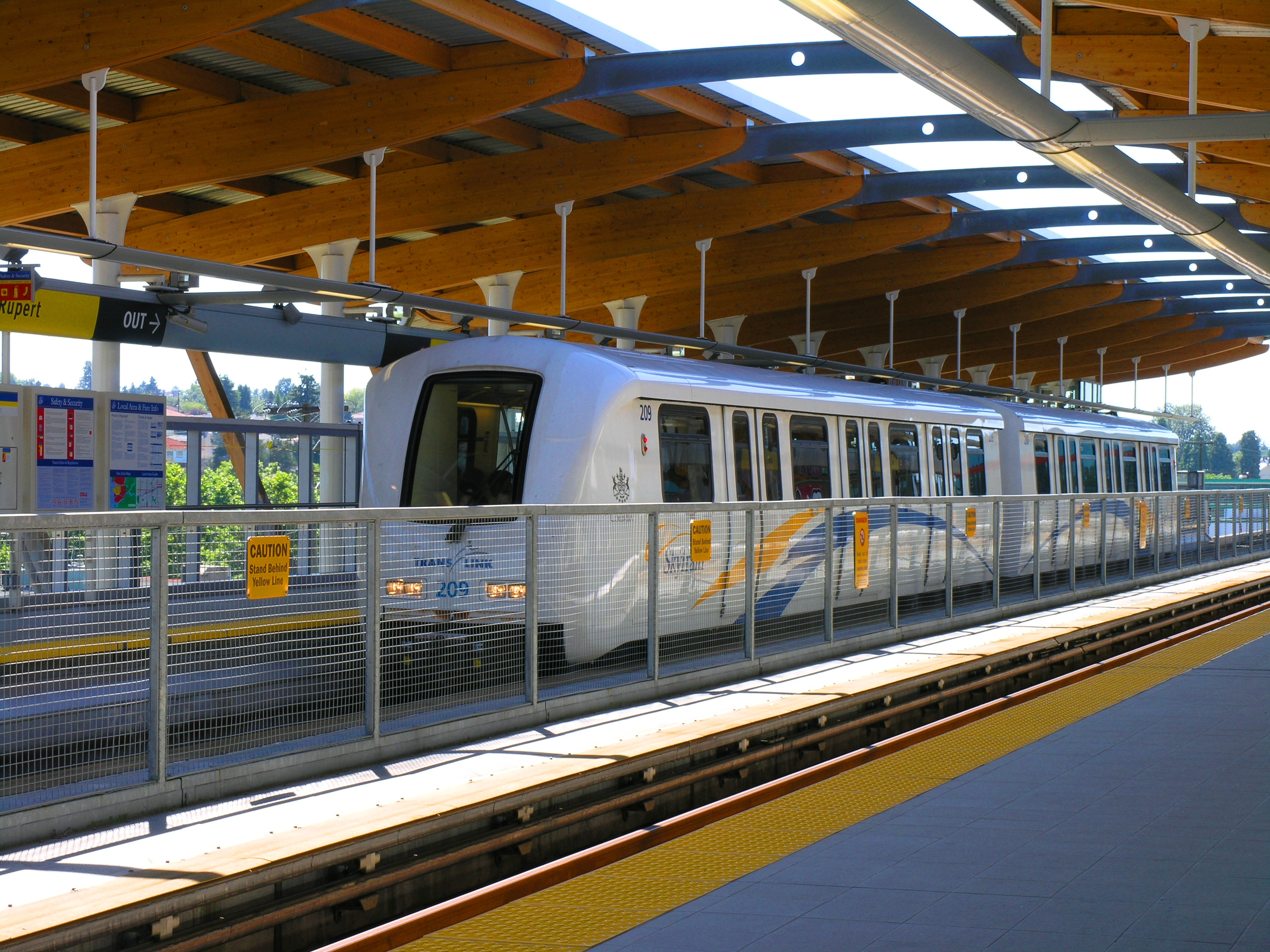
Una fermata dello SkyTrain.

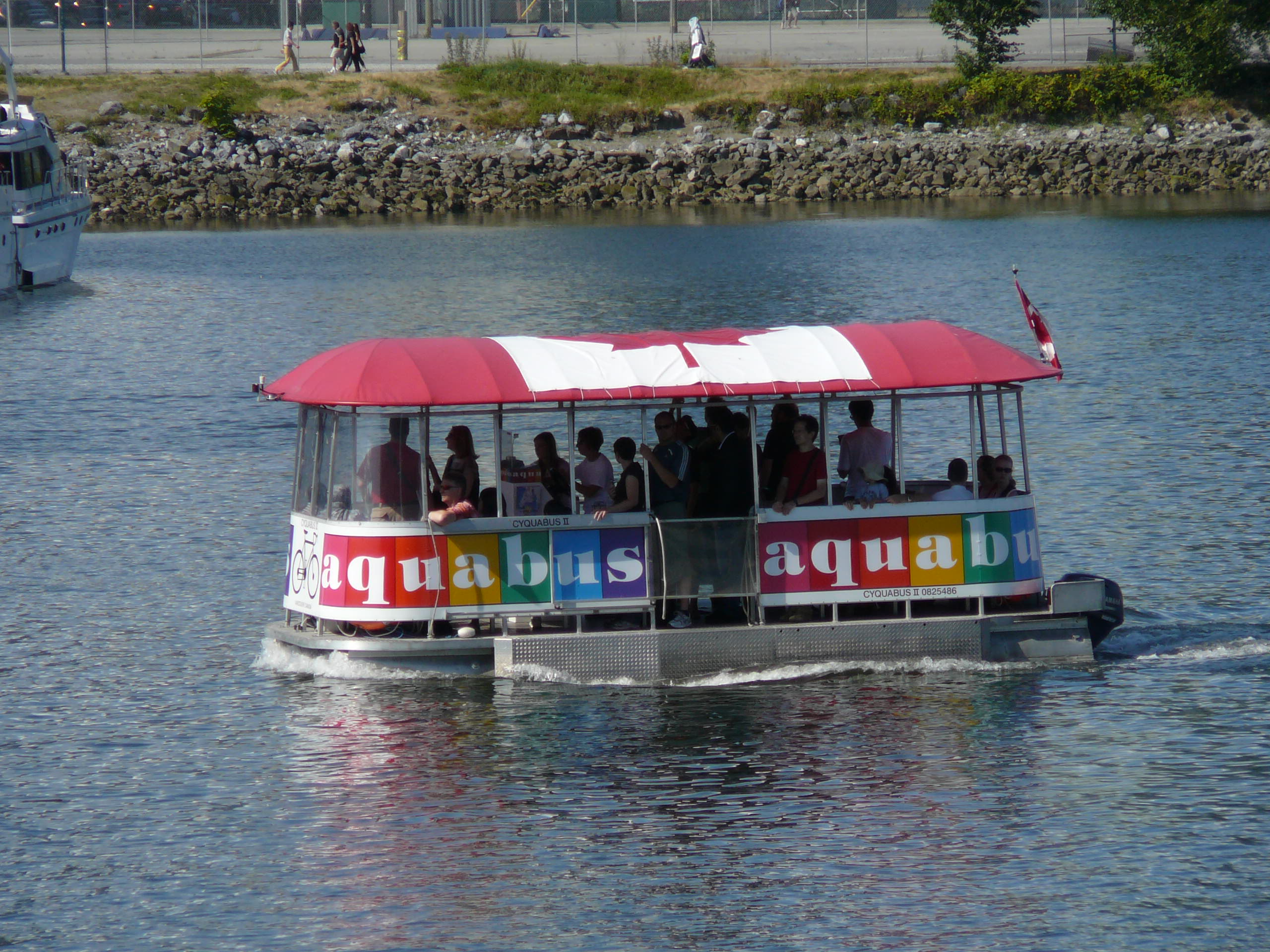
Esempio di Aquabus

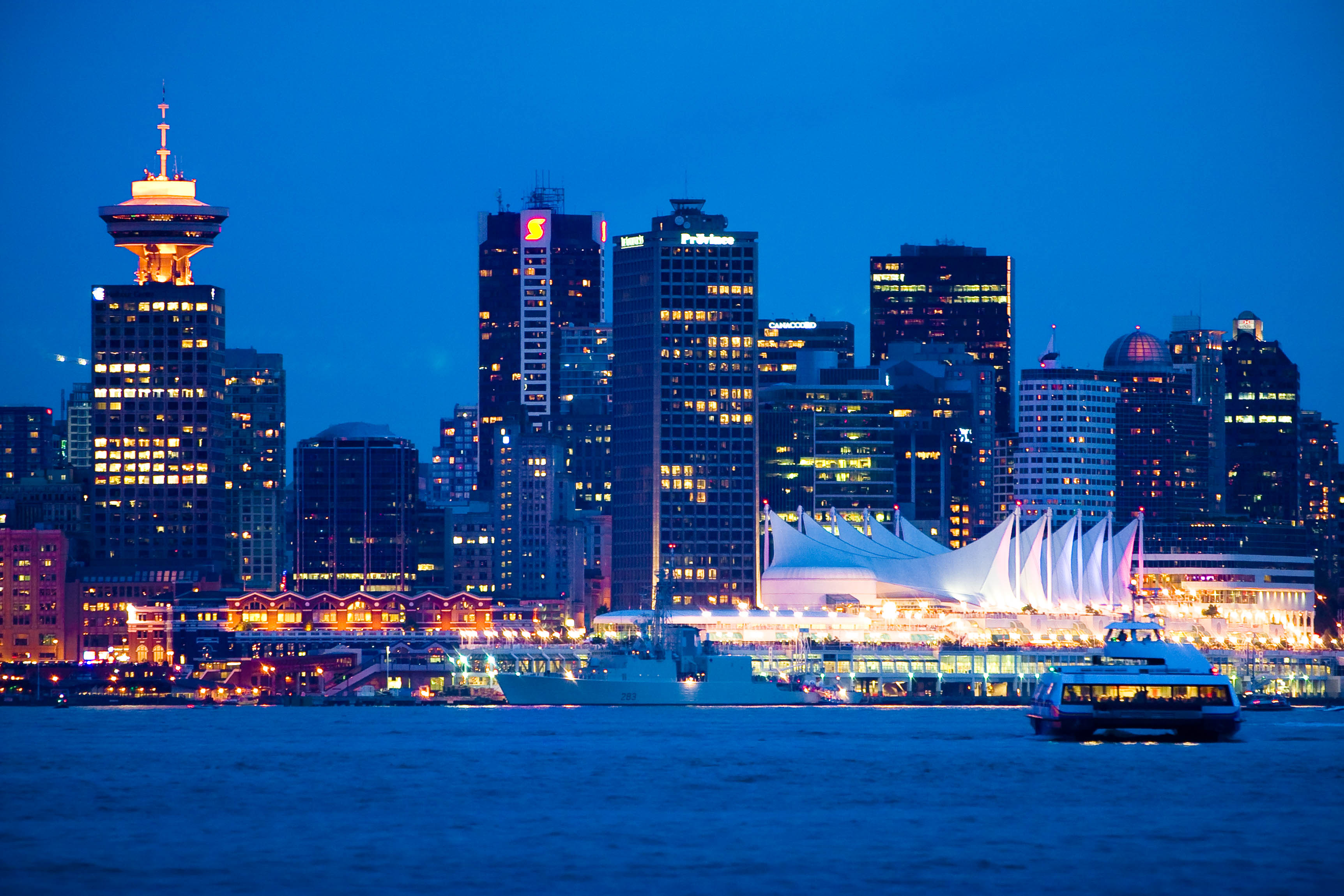
SeaBus

La città di Vancouver dispone di un Aeroporto Internazionale (YVR). L'aeroporto, un tempo di importanza minore, negli ultimi anni, grazie alla crescita economica ed ai XXI Giochi olimpici invernali del 2010, sta subendo lavori di ampliamento ed il suo traffico è in costante aumento, sia sulle tratte USA - Canada che sulle tratte intercontinentali.
La città è collegata al resto del Canada tramite l'autostrada HWY1 meglio nota come "Trans-Canada HighWay".
Il treno, sebbene in Canada come in USA sia un mezzo di trasporto poco considerato, ha un suo Terminal dedicato nella Pacific Central Station.
I mezzi di trasporto pubblico della Città di Vancouver offrono efficienza e tecnologia al tempo stesso.
Translink, la Società che gestisce il trasporto pubblico cittadino, dispone di ben quattro tipologie diverse di sistemi di trasporto:
- Autobus: la città è servita da una fitta rete di autobus, sia a propulsione diesel che elettrica (la maggior parte è elettrica), i quali ad intervalli regolari e seguendo le maggiori vie cittadine, trasportano ogni giorno decine di migliaia di cittadini da e verso le varie località cittadine.
- Seabus: Un'efficiente flotta di traghetti che ogni 10 minuti fanno la spola tra il Downtown cittadino ed il quartiere di Nord Vancouver, situato a nord della Baia cittadina.
- SkyTrain: Si tratta di un innovativo sistema di trasporto su rotaia che, tramite tre linee metropolitane (più una quarta in via di costruzione), collega i quartieri periferici della città al Downtown. Particolarità di questo sistema è il fatto che non esistono conducenti sui convogli, ma l'intera rete viene gestita da un apposito quanto avanzato software che controlla ogni singolo convoglio (come nella città di Torino e Brescia).
- Aquabus: flotta di piccoli battelli che collegano piccoli moli del Downtown di Vancouver

## Amministrazione

### Gemellaggi
Vancouver è gemellata con:
- Odessa, dal 1944
- Yokohama, dal 1965
- Edimburgo, dal 1978
- Canton, dal 1985
- Los Angeles, dal 1986

## Sport

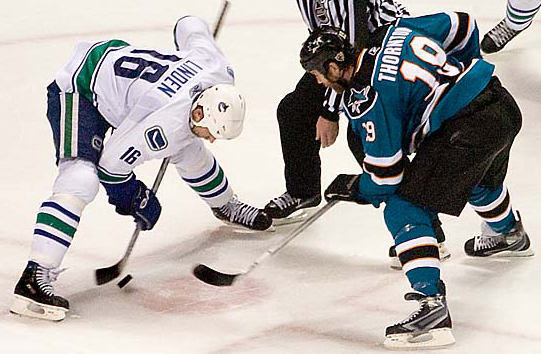
I Canucks della National Hockey League.

A livello sportivo la città è sede della squadra di hockey su ghiaccio dei Vancouver Canucks, i quali hanno la loro "casa" nello stadio denominato Rogers Arena; vi giocano inoltre i BC Lions, squadra della Lega Canadese di Football, la squadra di calcio dei Vancouver Whitecaps che milita dal 2011 nella Major League Soccer, la prima divisione del campionato statunitense-canadese e la squadra di Box Lacrosse dei Vancouver Warriors che milita nella National Lacrosse League.
Dal 1995 al 2001, Vancouver vantava anche una squadra di basket militante nell'NBA: i Grizzlies. Nel 2001 la sede della squadra fu trasferita a Memphis, Tennessee.
Per quanto riguarda il baseball Vancouver ha due squadre militanti nella Northwest League, costola della Minor League Baseball, gli Athletics con le divise gialloverdi e i rossoneri Canadians, riconosciuto all'unanimità come team più importante della città, e che gioca le partite allo storico "Nat Bailey Stadium", che vanta una storia di più di 100 anni.
La città, che in passato ha già ospitato diverse gare di Coppa del mondo di sci alpino, è stata scelta come sede per i XXI Giochi olimpici invernali del 2010. Il paese di Whistler ha ospitato le gare alpine mentre gli altri spettacoli hanno avuto luogo a Vancouver.

## Galleria d'immagini

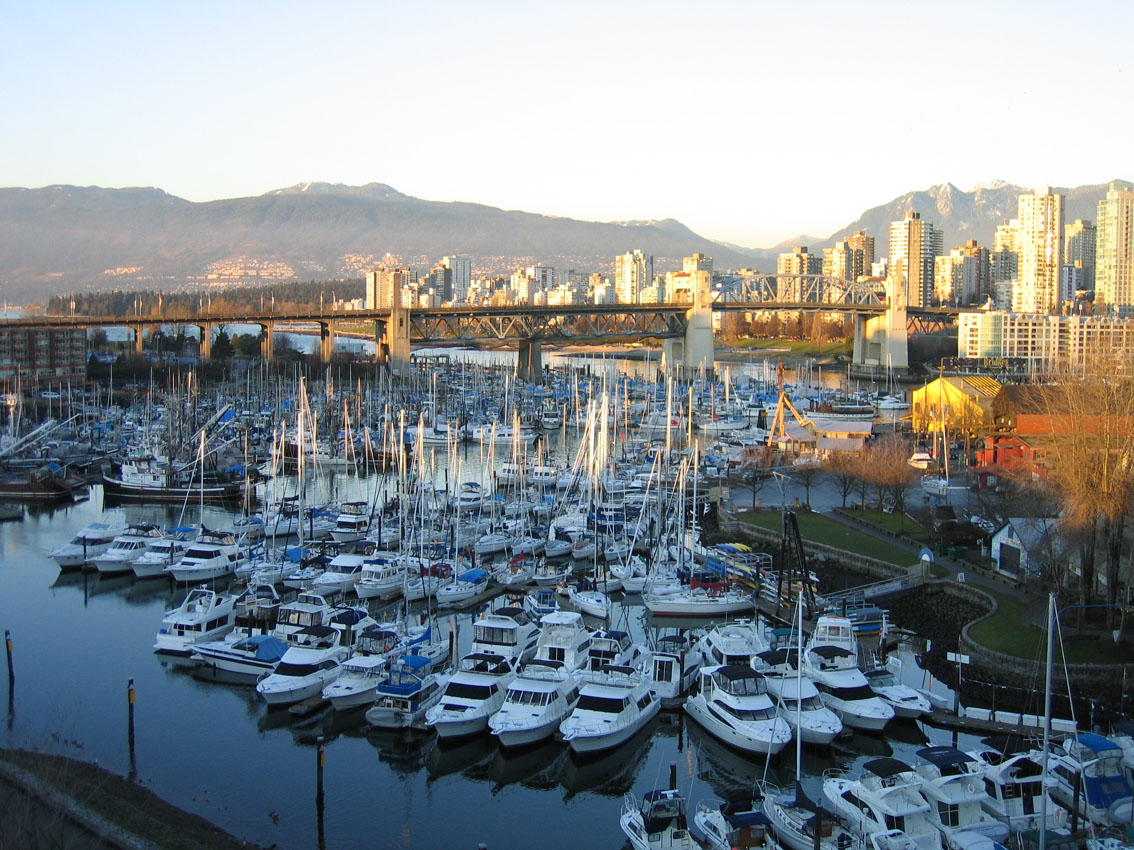
Veduta di False Creek.
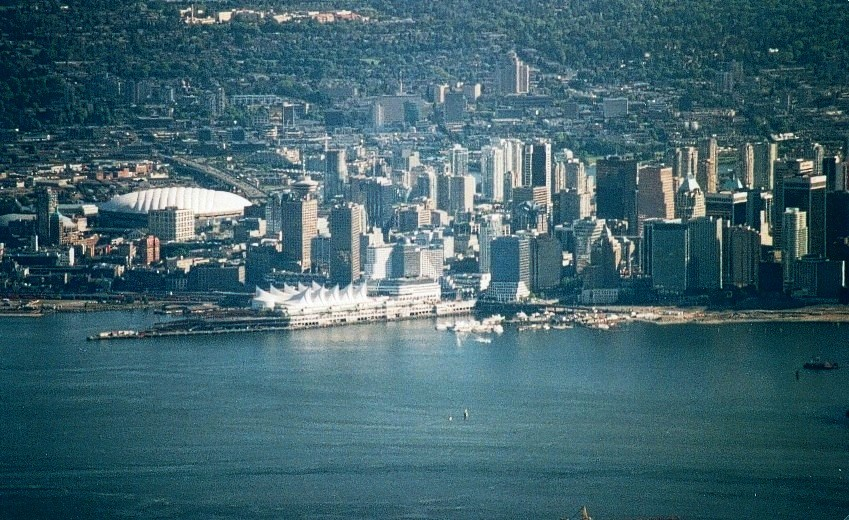
Panorama da Grouse Mountain (verso il sud).
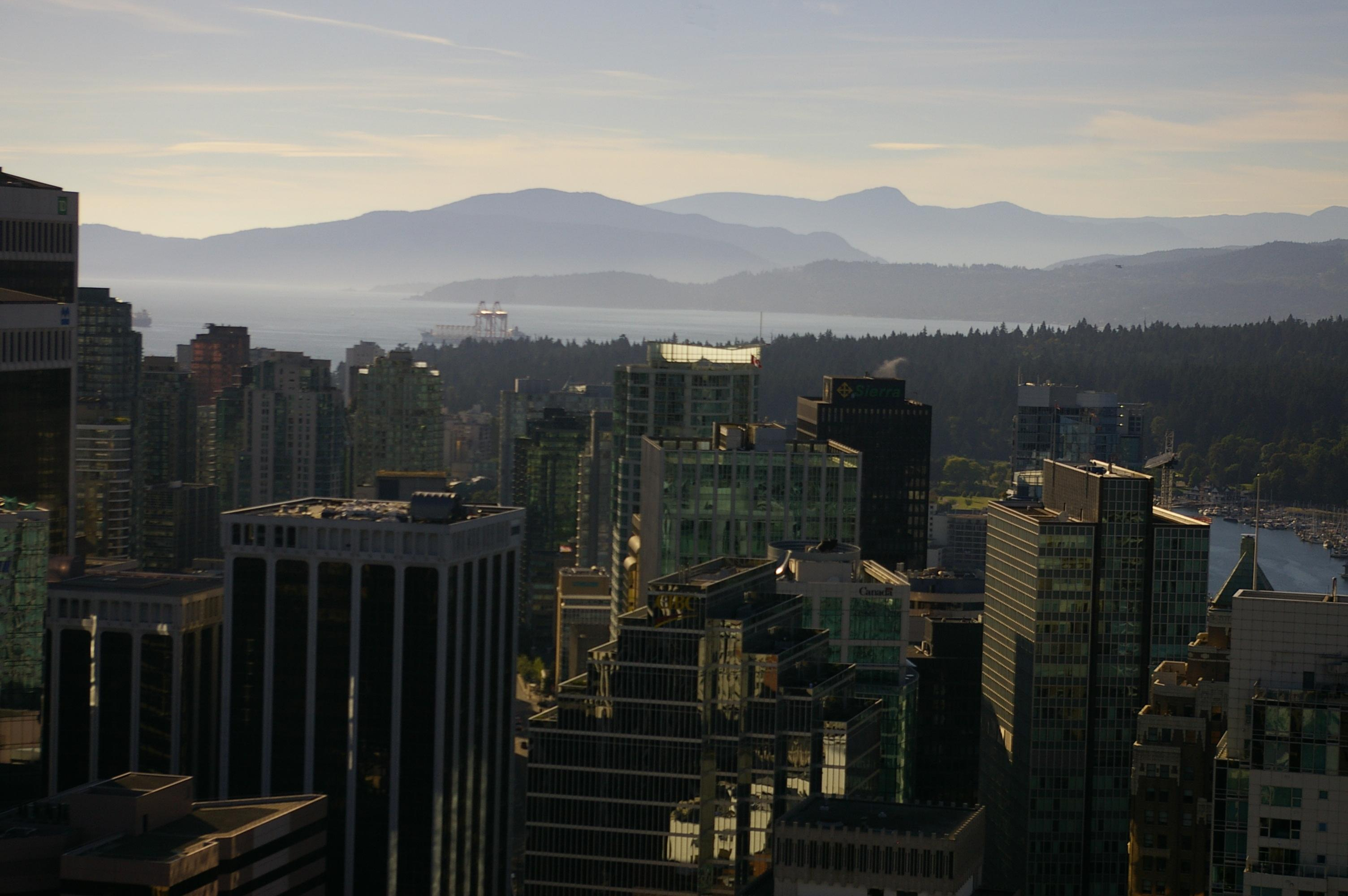
Veduta di Vancouver verso lo Stretto di Georgia.
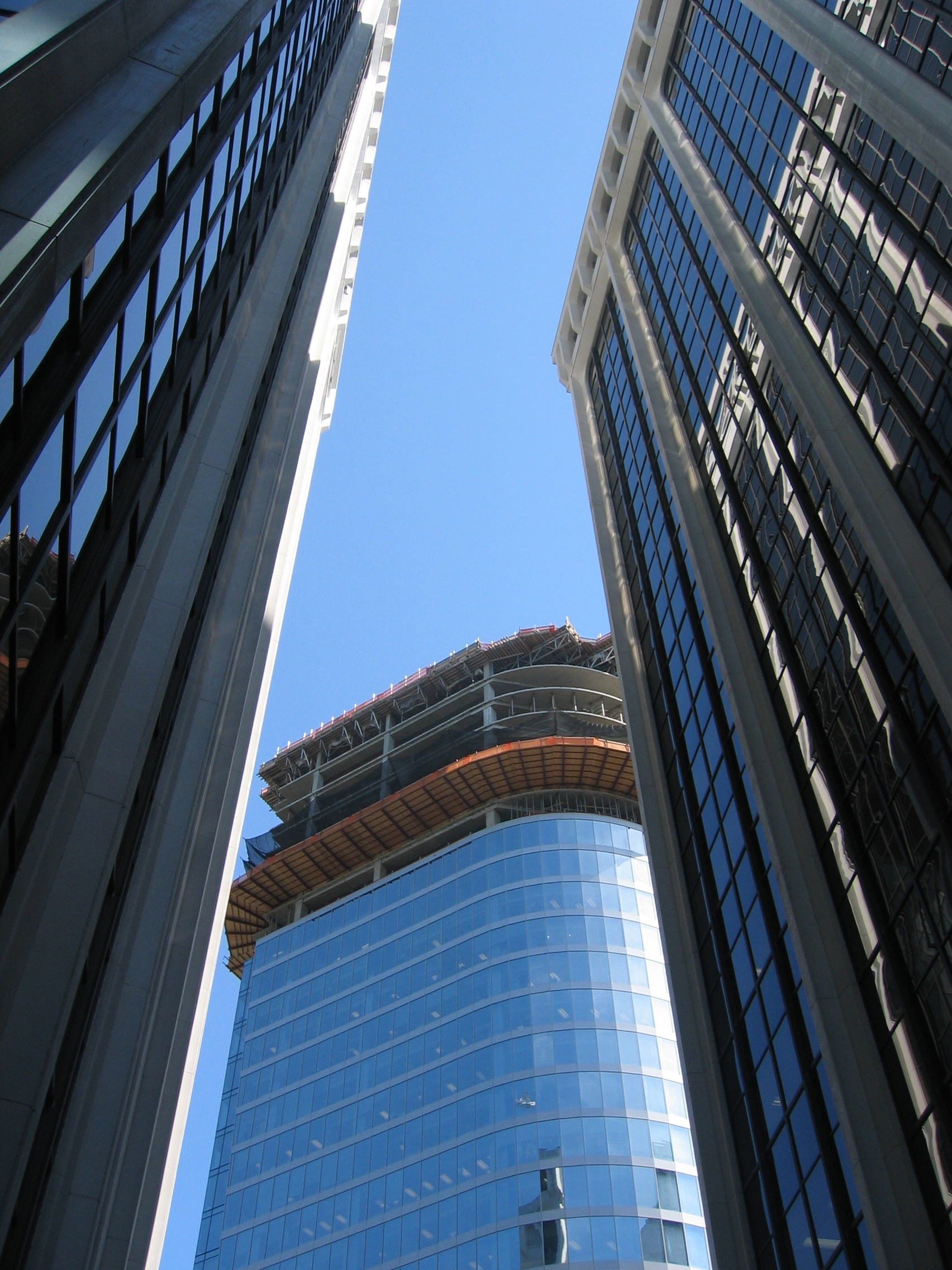
Vue de la tour Bentall 5.
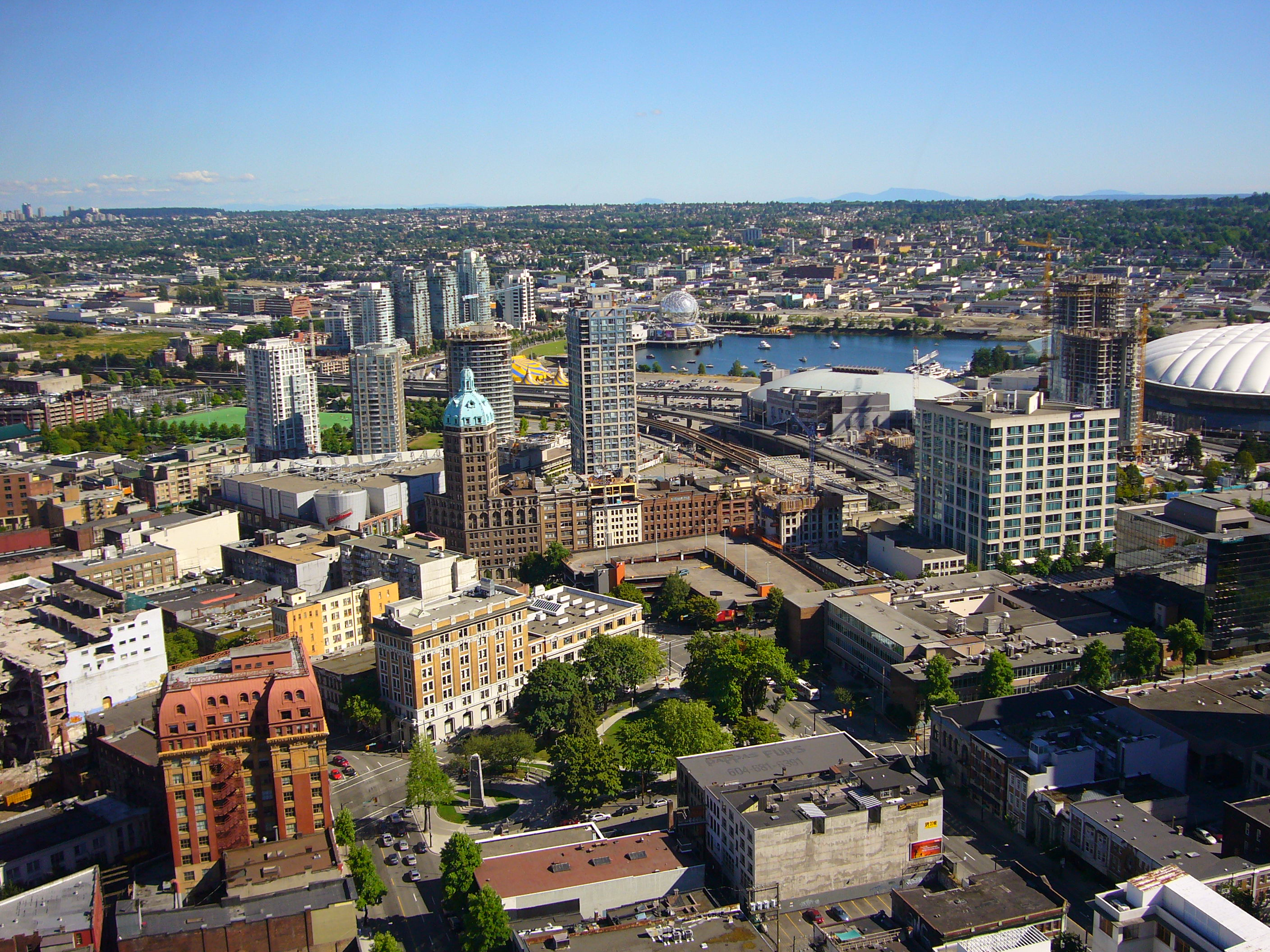
Veduta all'est dalla "lookout tower".
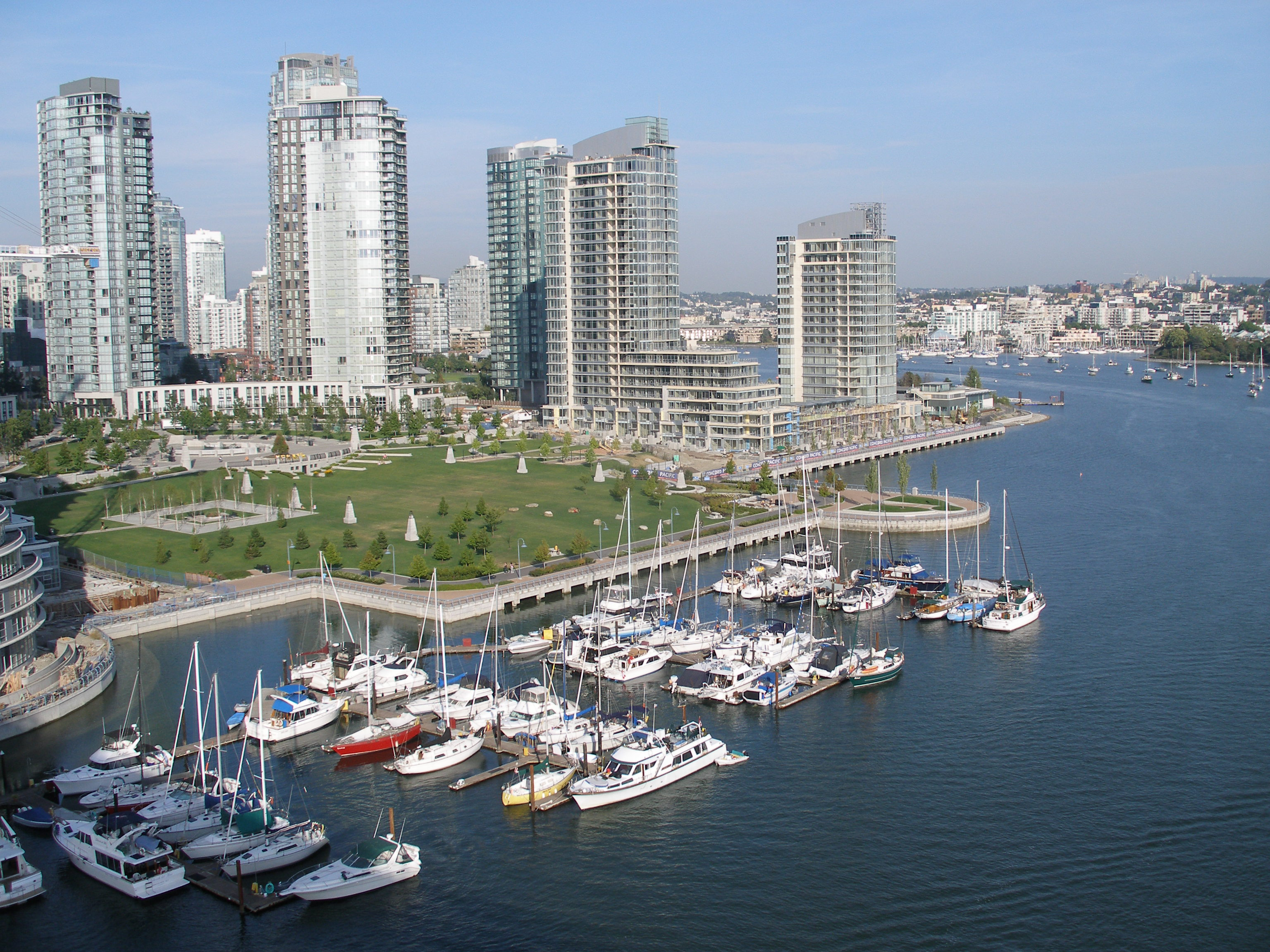
Vancouver « The City of Glass ».
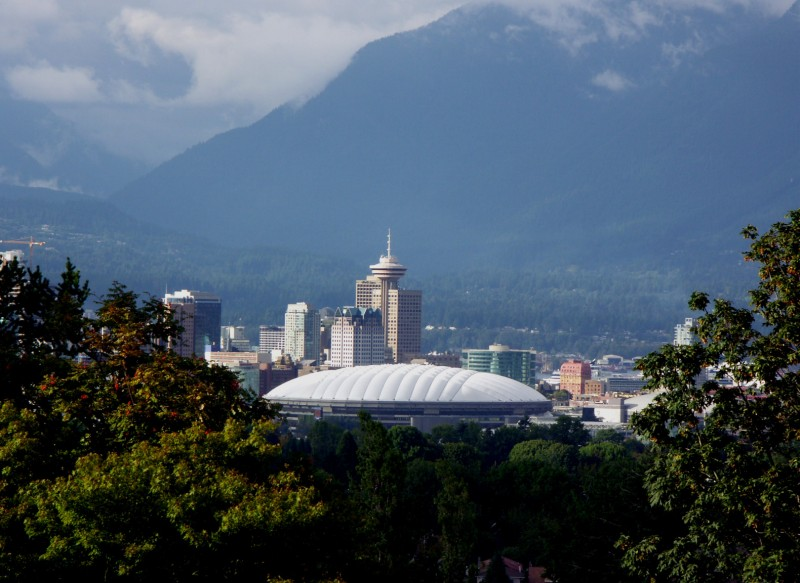
BC Place Stadium (luogo in cui si sono svolte le cerimonie per l'apertura e la chiusura dei giochi olimpici invernali nel 2010)
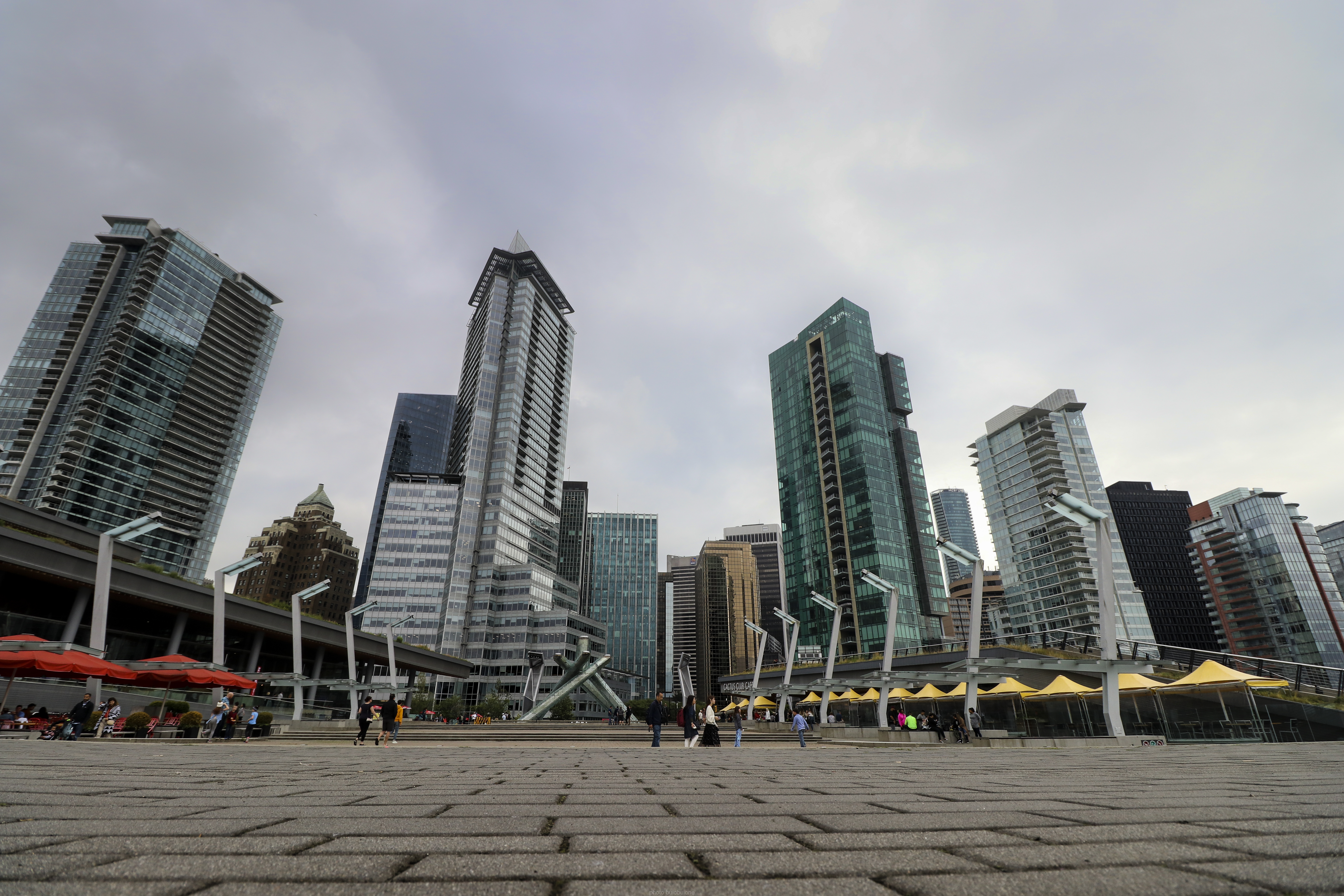
Skyline di Vancouver
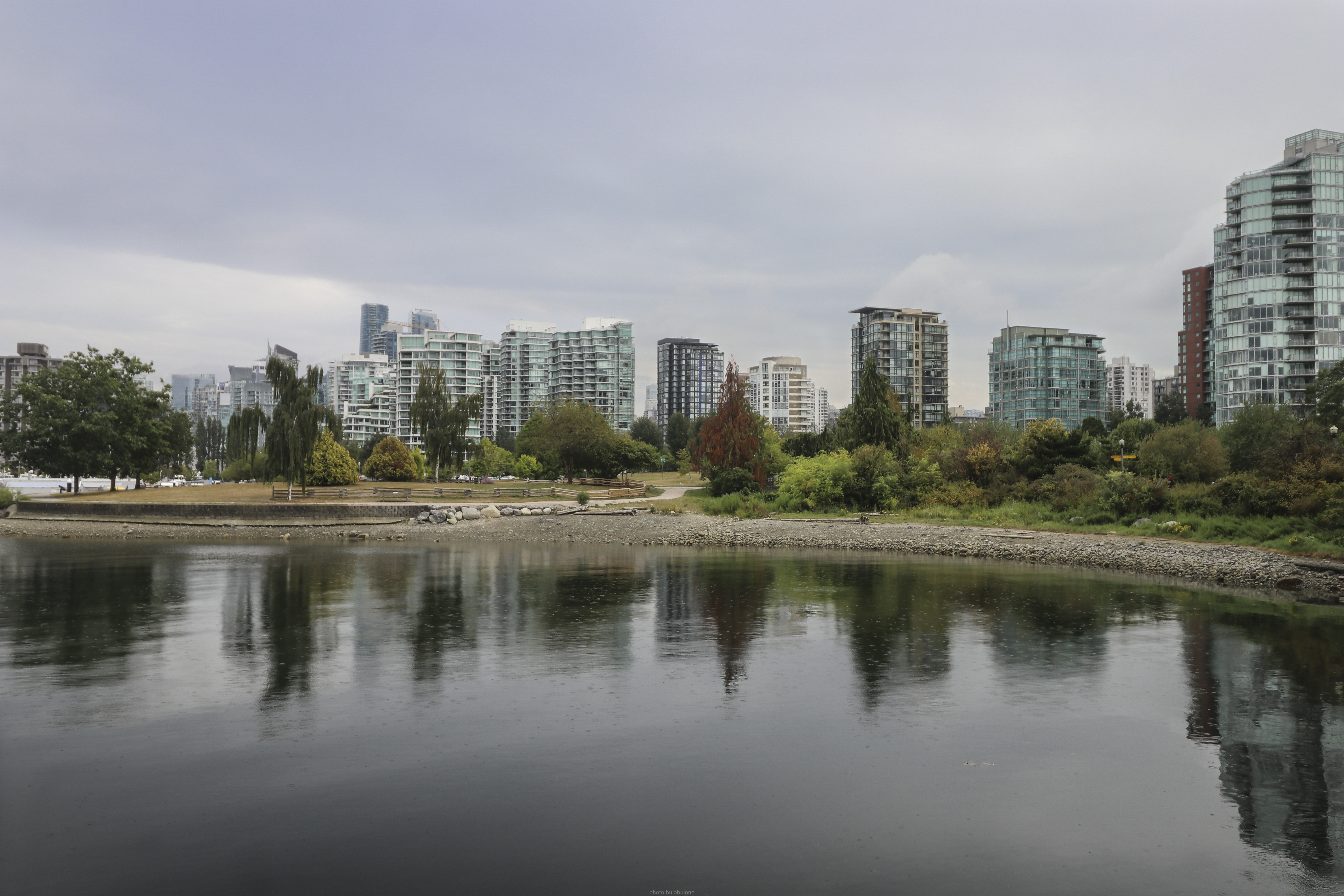
Skyline di Vancouver